# 18291 Wani
18291 Wani este o planetă minoră (asteroid), cu un diametru de 3,597 km, din centura de asteroizi. A fost descoperită pe 18 februarie 1977 la Kiso Observatory⁠(d) de Hiroki Kosai⁠(d). 
Obiectul prezintă o orbită caracterizată de o semiaxă mare de 2,5759677 UAi, o excentricitate de 0,23, o înclinație de 4,43087 ° în raport cu ecliptica.